# Barnabé Brisson (magistrat)
Pour les articles homonymes, voir Barnabé Brisson et Brisson.
 (février 2013).
Si vous disposez d'ouvrages ou d'articles de référence ou si vous connaissez des sites web de qualité traitant du thème abordé ici, merci de compléter l'article en donnant les références utiles à sa vérifiabilité et en les liant à la section « Notes et références ».
Barnabé Brisson, né à Fontenay-le-Comte en 1531 et exécuté à Paris le 15 novembre 1591, est un magistrat et jurisconsulte français, conseiller d’État, président du Parlement de Paris.

## Biographie
Fils de François Brisson, lieutenant au siège royal de Fontenay-le-Comte, Barnabé Brisson, après des études de droit, devient un avocat célèbre au Parlement de Paris, remarqué par  le roi Henri III qui l'évoque ainsi : « il n’y avait aucun prince dans le monde qui pût se vanter d’avoir un homme aussi savant que son Brisson. »
Il obtient la charge d’avocat général au Parlement de Paris, qu’il achète en mai 1575 à Guy Du Faur de Pibrac et la conserve cinq ans. En août 1580, il devient président à mortier par la cession de charge de Pomponne de Bellièvre pour la somme de soixante mille livres, selon le Journal d’Henri III.

## Carrière à Paris
Le Roi, qui l’a fait quelque temps auparavant conseiller d’État, a recours à lui dans plusieurs négociations importantes, et l’envoie en ambassade extraordinaire en Angleterre avec des princes du sang et d'autres personnes illustres (1581). À son retour, il emploie ce savant jurisconsulte à faire un recueil de ses ordonnances et de celles de ses prédécesseurs, ce que Brisson exécute sous le titre de Code de Henri III (1587). Il compose aussi un grand nombre de traités de jurisprudence en latin et le livre De Regio Persarum principatu.
En juin 1584, il fait partie de la composition de la chambre royale destinée à faire le procès des financiers.

## Guerre de religion

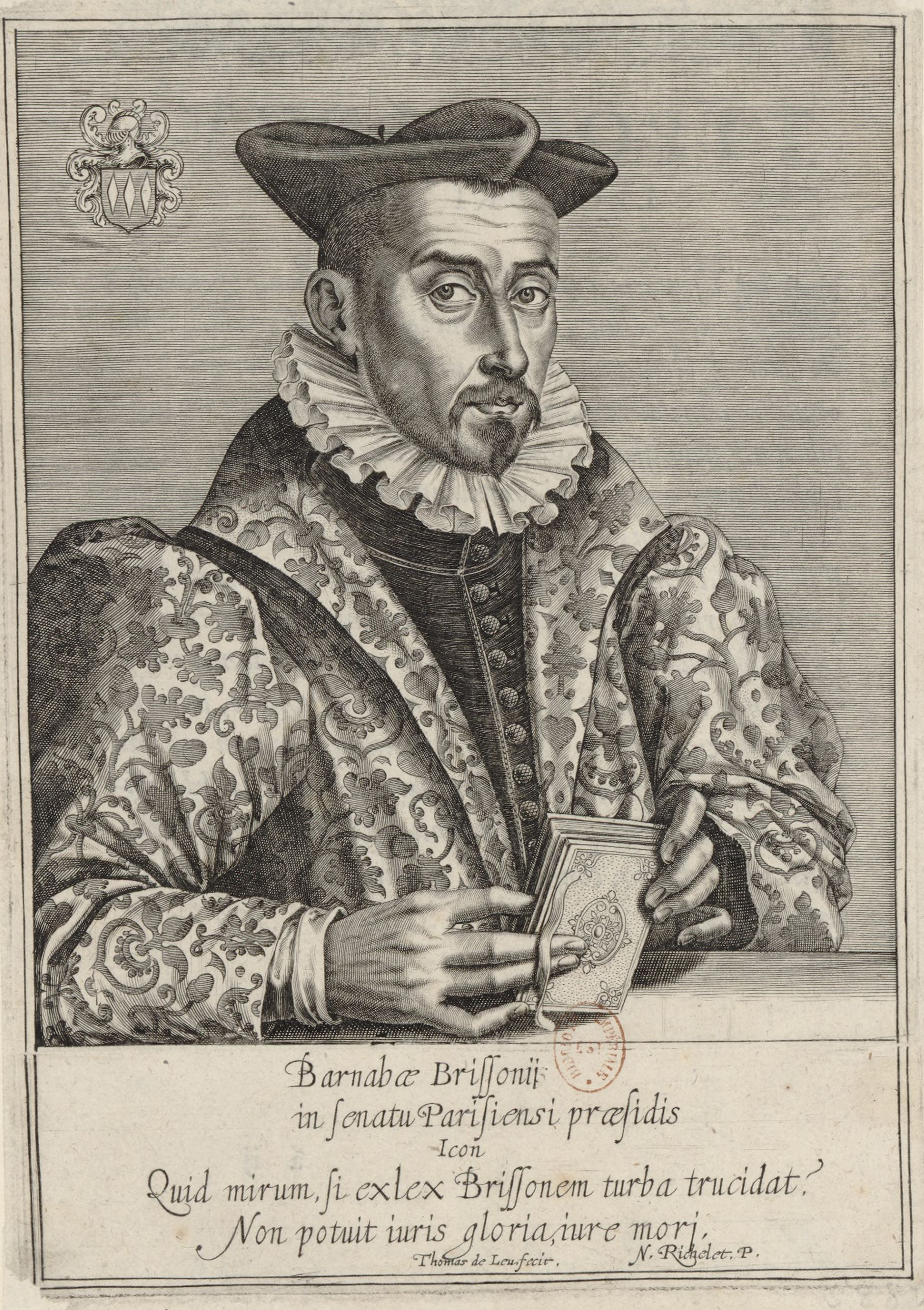
Barnabé Brisson. Estampe du graveur Thomas de Leu (Bibliothèque nationale de France)

Lors de la guerre civile, sa conduite est équivoque : la ville de Paris s’étant soulevée en 1589 contre Henri III, la plupart des membres du Parlement fidèles à leur devoir se hâtent d’en sortir, mais Brisson y demeure. Certains prétendent que c'est pour mieux servir son roi et plaider sa cause. D'autres affirment que seule l'ambition le mène, et qu’il ne reste à Paris que pour devenir premier président du Parlement, à la place d’Achille de Harlay, alors emprisonné par la Ligue à la Bastille.
Brisson devient effectivement premier président du Parlement lorsque la Ligue le choisit. Il est vrai qu’avant que d’en prendre possession, il proteste par un acte daté du 21 janvier 1589 qu’il ne l’accepte que par force pour sauver sa vie et celle de sa famille, et qu’il désavoue tout ce qu’il pourrait faire de préjudiciable au service du roi. Malgré cette protestation, il reçoit le serment du duc de Mayenne comme  « Lieutenant Général de l’État et Couronne de France ».
Quel qu’ait été le motif qui a fait agir Brisson, il s'en repend deux ans après lorsque le Parlement, ayant renvoyé absous en 1591 un nommé Brigard, que les seize de Paris, maitres de la ville, accusaient de favoriser le parti du Roi, les plus emportés de cette faction décident de se venger.
Un conseil secret de dix d’entre eux juge qu’il faut se défaire de Brisson et de deux autres conseillers par un assassinat. Le complot ayant été découvert, les factieux décident d’agir plus ouvertement et ils les condamnent à mort en le mentionnant au-dessus des signatures de plusieurs bourgeois.
Avec cet acte, les factieux arrêtent Brisson, Claude Larcher (conseiller au Parlement) et Jean Tardif du Ru (conseiller au Châtelet) le 15 novembre 1591, les conduisent au petit Châtelet, et, après leur avoir donné le temps de se confesser, les font pendre à une poutre de la chambre du Conseil.
Brisson est exécuté le premier. Les corps de Brisson et de ses deux compagnons sont attachés à une potence en place de Grève, avec cet écriteau pour Brisson : « Barnabé Brisson, l’un des chefs des traîtres et hérétiques ». 
II est ensuite enterré à Sainte-Croix-de-la-Bretonnerie (en 1793, ses ossements seront transférés aux catacombes de Paris). L'inventaire après décès de ses biens est conservé aux Archives nationales. Il comporte cent quinze feuillets, énumérant notamment tous les livres de sa bibliothèque (dont "les oeuvres d'Ambroise Paré").

## Réactions

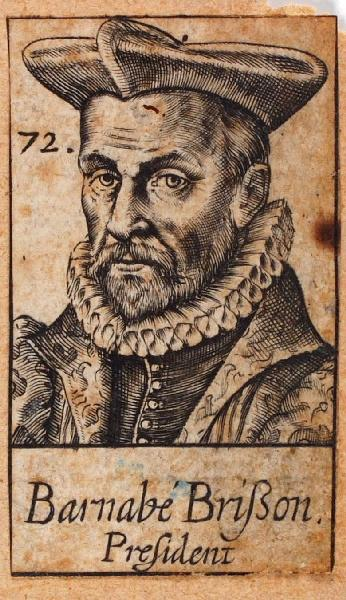
Barnabé Brisson. Estampe du graveur Léonard Gaultier, Pourtraictz de plusieurs hommes illustres qui ont flory en France depuis l'an 1500 jusques à présent.

Les honnêtes gens furent fort touchés de la fin malheureuse de ce magistrat ; quelques-uns cependant, dit de Thou, crurent que la République des Lettres y avait plus perdu que l’État, peu surpris de le voir périr, puisqu’il avait mieux aimé vivre, aux dépens de son honneur et de sa vie, avec les Ligueurs et occuper parmi eux une première charge qui ne lui appartenait pas, que de suivre le parti de son roi et de se contenter de la place qu’il pouvait occuper en sûreté avec ses confrères.
De Thou n’est pas le seul à avoir parlé désavantageusement de la conduite de Brisson. Jean-Baptiste Legrain, dans sa Décade du roi Henri le grand, l’accuse d’avarice et d’ambition, et dit qu’on le soupçonna d’avoir contribué à l’emprisonnement du premier président de Harlay pour avoir sa place, dans laquelle il se signala par plusieurs arrêts violents, qu’il rendit contre les fidèles serviteurs du roi. Il rapporte aussi une épitaphe satirique qu’on lui fit alors.
Scaliger dit, dans les Scaligerana, que « Barnabé Brisson était riche, mais il avait beaucoup gagné par injustice, c’était un méchant homme. » tandis que Du Perron rapporte, dans les Perroniana, qu’il était « un sujet, mauvais harangueur, il avait la parole fort laide et la présence de même, il regardait toujours aux soliveaux », ce qui ne s’accorde guère avec ce que l’auteur de sa vie dit de son éloquence.
Mais Vigénère, dans son Epître à Barnabé Brisson constituant la préface de sa traduction des Images de Philostrate (Les images ou tableaux de platte-peinture, Traduction et commentaire de Blaise de Vigénère, 1578, réédité dans l'édition de 1597 par Honoré Champion, Paris 1995, avec présentation et annotations de Françoise Graziani) rend hommage à "la riche chevance et thresor de vostre rare doctrine" ; au "respect, honneur, et reverence que vous doivent tous gens d'estude ; puis que vou-vous en monstrez si  affectionné protecteur : qui les favorisez, assistez, maintenez, en tout ce que vostre authorité et credit se peuvent estendre. Qui taschez sur tout de garentir les bonnes lettres d'entre les inhumaines pattes de deux vilaines et hideuses bestes, l'Obliance et la Barbarie ; qui les halenent desja de prez sur le point de les engloutir. Qui ne tenez pour plus proches parens en ce monde ; pour amis plus chers ; ne recommandez citoyens ; sinon ceux qui par leurs escipts taschent de proffiter au public. Tressongneux au reste, et tres-pitoyable advocat des pauvres : aspre et vehement defenseur des infirmes, oppressez par les oultrages et violences des plus puissans : de benin et facile accès à ceux qui ont affaire à vous : tres-vigilant, sobre, gracieux, et modeste" (op. cit., tome 1, pp.. 8 et 9).

## Écrits
Fonds de la B.N.F :
- De Verborum Quae ad Jus Civile Pertinent Significatione, 1559;
- Le Code du roy Henry III, roy de France et de Pologne, plus de dix éditions, rédigé en ordre par messire Barnabé Brisson;
- Observationum divini et humani juris liber I;
- De Formulis et sollemnibus populi Romani verbis libri VIII..., Barnabé Brissonii, ... , Moguntiae : typis N. Heyll, impensis P. J. Fischeri, 1649;
- Selectarum ex jure civili antiquitatum libri duo , Barnabae Brissonii, Parisiis : M. Fezandat, 1556;
- Trois discours extraits des mémoires de feu Monsieur le Président Brisson : 
  -  de l'ordre qui se gardoit entre les Romains ès délibérations ;
  -  des compilations de droict faites depuis les loix des XII tables jusques à huy ;
  -  du commencement de l'an entre les anciens peuples mieux policez, Paris, J. Millot, 1600 ;
- Opera minora varii argumenti.. Quae omnia recensuit... Albertus Dietericus Trekell..., Barnabae Brissonii, Lugduni Batavorum, J. A. Langerak, 1747 ;
- Lexicon juris, Francofurti, 1587.
- De regio Persarum principatu libri III, Paris, 1590 (texte en ligne, 378 p.)
- Arrest de la Cour de Parlement donné en l'audience de la Grand Chambre, le 12 juillet 1601... sur la nullité alléguée contre un mariage clandestin, prétendu promis par un mineur ayant père et mère, plaidoirie de, Paris, 1602;
- «la plaidoirie de l'avocat général Brisson», in Une pièce inédite concernant le procès intenté à Ambroise Paré en 1575 par la Faculté de médecine de Paris, par E. Olivier, ... , Aarau, Buchdruck. H. R. Sauerländer, 1954;

## Sources
Cet article comprend du texte provenant des Mémoires pour servir à l’histoire des hommes illustres dans la république de Jean-Poerre Niceron, Briasson, 1727 (p. 297-308), publication tombée dans le domaine public.
- Jean-Pierre Niceron, Mémoires pour servir à l’histoire des hommes illustres dans la république, Paris, Briasson, 1729, p. 297-308.
- Voltaire, Histoire du parlement de Paris, chapitres 31 et 32.
- Denise de Vigny, Sur la mort de Monsieur le President Brisson, Paris, Claude de Montr'oeil  & Jean Richer, 1595.